# Airton Tirabassi
Airton Tirabassi (* 3. Dezember 1990 in Boituva), auch einfach nur Airton genannt, ist ein brasilianischer Fußballspieler.

## Karriere
Airton stand 2010 beim brasilianischen Verein Rio Branco EC in Americana  unter Vertrag. 2011 wechselte er zu Guaratinguetá Futebol nach Guaratinguetá. Im Dezember 2011 kehrte er für ein halbes Jahr zum Rio Branco EC zurück. Mit Rio Branco gewann er die Campeonato Paulista Série A3. Für den Rest des Jahres spielte er beim Mogi Mirim EC in Mogi Mirim. 2013 nahm ihn der Clube de Regatas Brasil aus Maceió unter Vertrag. Mit CRB gewann er die Staatsmeisterschaft von Alagoas. 2014 schloss er sich für ein Jahr dem Ituano FC an. Mit dem Verein aus Itu gewann er 2014 die Staatsmeisterschaft von São Paulo A1. Über die Vereine EC XV de Novembro, EC São Bento, Luverdense EC und Paraná Clube unterschrieb er im Mai 2017 einen Vertrag beim Avaí FC in Florianópolis. 2019 wurde er an AA Ponte Preta ausgeliehen. Das erste Halbjahr 2021 spielte er ebenfalls auf Leihbasis beim Guarani FC. Nach Vertragsende beim Avaí FC zog es ihn Mitte 2021 nach Thailand. Hier unterschrieb er einen Vertrag beim Erstligaaufsteiger Nongbua Pitchaya FC in Nong Bua Lamphu. Für Nongbua bestritt er 27 Erstligaspiele. Im Juli 2022 verpflichtete ihn der ebenfalls in der ersten Liga spielende Port FC. Für den Verein aus der Hauptstadt Bangkok bestritt er 21 Ligaspiele. Im Sommer 2023 wurde sein Vertrag nicht verlängert. Ende Juni 2023 nahm ihn der ebenfalls in der ersten Liga spielenden PT Prachuap FC unter Vertrag. Nach einer Saison, in der er 24 Ligaspiele bestritt, wurde sein Vertrag im Sommer 2024 um ein Jahr verlängert.

## Erfolge
Rio Branco EC
- Staatsmeisterschaft von São Paulo A3: 2012

Clube de Regatas Brasil
- Staatsmeisterschaft von Alagoas: 2013

Ituano FC
- Staatsmeisterschaft von São Paulo A1: 2014